# Gerald Melzer
Gerald Melzer (Wenen, 13 juli 1990) is een Oostenrijkse tennisspeler. In zijn carrière won hij nog geen ATP-toernooien wel al 7 challengers in het enkelspel en vier challengers in het dubbelspel.

## Palmares

### Enkelspel
| Nr.                  | Datum            | Toernooi    | Ondergrond | Tegenstander in finale | Score         | Details |
| -------------------- | ---------------- | ----------- | ---------- | ---------------------- | ------------- | ------- |
| Gewonnen challengers |                  |             |            |                        |               |         |
| 1.                   | 23 februari 2014 | Morelos     | Hardcourt  | Victor Estrella Burgos | 6-1, 6-4      |         |
| 2.                   | 10 januari 2016  | Mendoza     | Gravel     | Axel Michon            | 4-6, 6-4, 6-0 |         |
| 3.                   | 31 januari 2016  | Bucaramanga | Gravel     | Paolo Lorenzi          | 6-3, 6-1      |         |
| 4.                   | 20 februari 2016 | Morelos     | Hardcourt  | Alejandro Gonzalez     | 7-6(4), 6-3   |         |
| 5.                   | 8 oktober 2016   | Mohammedia  | Gravel     | Stéfanos Tsitsipás     | 3-6, 6-3, 6-2 |         |
| 6.                   | 29 oktober 2017  | Lima        | Gravel     | Jozef Kovalik          | 7-5, 7-6(4)   |         |
| 7.                   | 4 november 2017  | Guayaquil   | Gravel     | Facundo Bagnis         | 6-3, 6-1      |         |

### Dubbelspel
| Nr.                              | Datum            | Toernooi | Ondergrond | Partner         | Tegenstanders in finale                             | Score               | Details |
| -------------------------------- | ---------------- | -------- | ---------- | --------------- | --------------------------------------------------- | ------------------- | ------- |
| Gewonnen challengers herendubbel |                  |          |            |                 |                                                     |                     |         |
| 1.                               | 3 augustus 2008  | Graz     | Gravel     | Jürgen Melzer   | Julien Jeanpierre Nicolas Renavand                  | 1-6, 7-6(8), [10-4] |         |
| 2.                               | 29 juli 2012     | Tampere  | Gravel     | Michael Linzer  | Niels Desein Andre Ghem                             | 6-1, 7-6(3)         |         |
| 3.                               | 23 februari 2014 | Morelos  | Hardcourt  | Andrej Martin   | Alejandro Moreno Figueroa Miguel Angel Reyes-Varela | 6-2, 6-4            |         |
| 4.                               | 30 juli 2017     | Cortina  | Gravel     | Guido Andreozzi | Steven De Waard Ben McLachlan                       | 6-2, 7-6(4)         |         |

## Resultaten grote toernooien
| Legenda | Legenda                          |
| ------- | -------------------------------- |
| g.t.    | geen toernooi gehouden           |
| l.c.    | lagere categorie                 |
| –       | niet deelgenomen                 |
| G       | uitgeschakeld in de groepsfase   |
| 1R      | uitgeschakeld in de eerste ronde |
| 2R      | uitgeschakeld in de tweede ronde |
| 3R      | uitgeschakeld in de derde ronde  |
| 4R      | uitgeschakeld in de vierde ronde |
| KF      | uitgeschakeld in de kwartfinale  |
| HF      | uitgeschakeld in de halve finale |
| F       | de finale verloren               |
| W       | het toernooi gewonnen            |
| w-v     | winst/verlies-balans             |

### Enkelspel
| grandslamtoernooien  |    |      |      |
| Australian Open      | –  | 1R   | 1R   |
| Roland Garros        | 1R | –    | –    |
| Wimbledon            | –  | –    | –    |
| US Open              | –  | –    | –    |
| olympisch            |    |      |      |
| Olympische Spelen    | –  | g.t. | g.t. |
| statistieken         |    |      |      |
| totaal aantal titels | 0  | 0    | 0    |
| eindejaarsranking    | 68 | 100  |      |

### Dubbelspel
| grandslamtoernooien  |      |
| Australian Open      | 1R   |
| Roland Garros        | –    |
| Wimbledon            | –    |
| US Open}             | –    |
| olympisch            |      |
| Olympische Spelen    | g.t. |
| statistieken         |      |
| totaal aantal titels | 0    |
| eindejaarsranking    | 474  |